# Conseil Supérieur d’Alsace et de Lorraine
Das Conseil Supérieur d’Alsace et de Lorraine war ein beratendes Gremium in Elsaß-Lothringen nach dem Ersten Weltkrieg.

## Geschichte
Mit dem Beginn des Krieges bereitete man sich in Frankreich auf die erhoffte Rückgewinnung des Reichslandes Elsaß-Lothringen vor. Hierzu wurde in Paris die Conférence d’Alsace-Lorraine gegründet. In diesem Rat wurden in verschiedenen Arbeitskreisen Möglichkeiten der Integration in den französischen Staat diskutiert. Während lokale Politiker wie Georges Weill oder Daniel Blumenthal sich für einen Sonderstatus und eine Autonomie des überwiegend deutschsprachigen Gebietes einsetzten, fiel mit Kriegsende die Entscheidung für eine Assimilierung und ein forciertes Zurückdrängen der deutschen Sprache und Kultur.
Alexandre Millerand wurde 1918 zum Generalkommissar der Republik (commissaire général de la République) für die Wiedereingliederung des von Deutschland zurückgewonnenen Territoriums des früheren Elsass-Lothringen ernannt. Mit Dekret vom 26. November 1918 wurde ihm das Conseil Supérieur d’Alsace et de Lorraine als Beratungsgremium an die Seite gestellt, das damit Nachfolger der Conférence d’Alsace-Lorraine wurde.
Der Landtag des Reichslandes Elsaß-Lothringen hatte sich zuvor zum Nationalrat erklärt und seine Zustimmung zum Anschluss an Frankreich beschlossen. Die französische Besatzungsmacht erklärte jedoch Land und Landtag für aufgehoben.
Mit Dekret vom 10. Mai 1919 wurde die Arbeit des Conseil Supérieur d’Alsace et de Lorraine ergänzend geregelt. Mit Dekret vom 8. September 1920 wurde der Conseil Supérieur d’Alsace et de Lorraine aufgelöst und stattdessen das Comité consultatif  d’Alsace et de Lorraine geschaffen.

## Mitglieder
- Alexandre Millerand (1859–1943), Generalkommissar der Republik, Präsident
- Louis Barthou (1862–1934), ehemaliger Président du Conseil (Ministerpräsident), Vizepräsident
- Charles Andler (1866–1933), Professor an der Faculté de lettre in Paris
- Clément Colson, Conseiller d’État
- Courtin, Kammerpräsident beim Rechnungshofes (chambre à la Cour des comptes)
- Albert Kammerer, bevollmächtigter Minister
- Paul Matter, Generalanwalt am Kassationsgerichtshof
- Lucien Poincaré, Stellvertretender Rektor der Université de Paris
- Richard, Conseiller d’État
- Auguste Souchon (1866–1922), Ökonom
- Albert Thomas (1878–1932), ehemaliger Minister, Direktor des B.I.T.
- Théodore Tissier, Abteilungsleite im Conseil d’État (président de section au Conseil d’Etat)
- Daniel Blumenthal, früherer MdR
- Dr. med. Charles François (* 14. Dezember 1874), Kantonalarzt, Bürgermeister von Delme[1]
- Louis Hackspill, ehemaliger MdL
- Frédéric Hecker, Bürgermeister in Barr, Präsident der Weinbauernvereinigung
- Joseph Heinrich, früher MdL (Zentrum)
- Albert Helmer, Präsident der Rechtsanwaltskammer Colmar
- Helmer, Notar in Saint-Amarin
- Eugen Imbs, MdL
- Fritz Kiener (1874–1942), Professor der elsässischen Geschichte an der Uni Straßburg
- Lamy, früher Mitglied des conseil général de la Moselle, Vic
- Anselm Laugel (1851–1928), ehemaliges Mitglied des Landesausschusses
- Eloy Leveque, Tierarzt, ehemaliger MdR
- Herny Lévy (1871–1937), Müller in Straßburg
- Daniel Mieg, Industrieller in Mülhausen
- Jacques Peirotes, früher MdL (SPD)
- Charles Victor Prével, Bürgermeister von Metz
- Albert Scheurer, Industrieller in Bischweiler
- Jaques Urban (* 1874), Landwirt
- Emile Wetterlé, früherer MdR
- Auguste Wicky aus Mülhausen
- Paul Winckler (1862–1926), Industrieller in Bischweiler